# Buffalo buffalo Buffalo buffalo buffalo buffalo Buffalo buffalo
Buffalo buffalo Buffalo buffalo buffalo buffalo Buffalo buffalo граматички је правилна реченица у америчком енглеском језику, коришћена као пример да се покаже како хомоними и хомофони могу да се употребљавају за стварање компликованих лингвистичких конструкција. О овој реченици се расправљало у литератури у разним облицима још од 1967. године, када се иста појавила у књизи немачко-америчког логолога (креативног лингивсте) Дмитрија Боргмана под именом Иза језика: Авантуре у речи и мисли (енгл. Beyond Language: Adventures in Word and Thought).
Реченица користи три различита значења енглеске речи buffalo: 1. град  у америчкој савезној држави Њујорк; 2. неуобичајени глагол to buffalo, што значи „злостављати” или „застрашивати”; 3. сама животиња —  (срп. „бизон”, „биво(л)”). Парафразирана, реченица може да се рашчлани тако да има следеће значење: „Бизони из Буфала, које бизони из Буфала злостављају, сами злостављају бизоне из Буфала.” (енгл. Bison from Buffalo, which bison from Buffalo bully, themselves bully bison from Buffalo.).

## Конструкција реченице
Реченица нема интерпункције и користи значењску трозначност енглеске речи buffalo. Према редоследу своје прве употребе, ова три значења су:
- . град  (Њујорк, САД); користи се као именички додатак у реченици и попраћен је животињом
- . именица  (амерички бизон), животиња, у множини (еквивалентно са buffaloes или buffalos); користи се да би се избегла употреба чланова
- . глагол ; користи се у значењу „надмудрити”, „збунити”, „преварити”, „застрашити” или „запањити”

Сама реченица је синтаксички двосмислена, тачније вишесмислена; међутим, једно од могућих рашчлањивања (где се свако buffalo разматра као одређена врста речи, и то на начин приказан изнад) било би следеће:
Реченица користи ограничавајућу (рестриктивну) клаузу, па тако нема зареза нити се појављује односна заменица which (срп. „који”/„која”/„које”), као што би то било када би се написало Buffalo buffalo, which Buffalo buffalo buffalo, buffalo Buffalo buffalo. са зарезом и заменицом. Ова клауза је такође и редукована односна (релативна) клауза, па је тако везник that (срп. „да”, у овом случају у функцији поменуте заменице which чији је синоним у енглеском језику) — који би могло да се појави између друге и треће речи у реченици — изостављен.
Према томе, рашчлањеном реченицом жели да се каже да бизони који су застрашивани или злостављањи од стране бизона сами застрашују или злостављају бизоне (барем у граду Буфалу, импликантно у њујоршком Буфалу):
1.  (бизони из њујоршког Буфала) [that] Buffalo buffalo buffalo (које бизони из њујоршког Буфала застрашују) buffalo Buffalo buffalo (застрашују бизоне из њујоршког Буфала).
2.  ([Они] бизони из Буфала [који су застрашивани од стране] бизона из Буфала застрашују бизоне из Буфала.)
3.  (Бизони из Буфала у Њујорку, који су застрашивани од стране других бизона у својој заједници, такође се деси да застрашују друге бизоне у својој заједници.)
4.  ([  ] бизони из Буфала који су застрашивани од бизона из Буфала, застрашују (глагол) друге бизоне из Буфала.)
5.  (субјекат главне клаузе) [that]  (субјекат подређене клаузе)  (глагол подређене клаузе)  (глагол главне клаузе) Buffalo buffalo (директни објекат главне клаузе).

### Употреба
Томас Тимочко, масачусетски филозоф специјализован за логику и филозофију математике, истакнуо је да нема апсолутно ничег посебног са осам „бизона”; било која реченица која се састоји једино од речи buffalo поновљене колико год пута биће граматички правилна. Најкраћа је, рецимо, Buffalo! (срп. „Застрашуј!”), а може да се схвати као императивна наредба да се некога злоставља (; срп. „[Ти (хајде)] застрашуј!”), са имплицирајућим субјектом ти изостављеним у овом случају.‍:99–100, 104 Тимочко користи ову реченицу као добар пример који илуструје правила/системе преписивања/редукције у лингвистиком смислу.‍:104–105

## Порекло
Идеја да неко може да склопи граматички правилну реченицу која би се састојала искључиво од понављања речи buffalo независно је откривана неколико пута у 20. веку. Најранији познати (за)писани пример —  — појављује се у оригиналном манускрипту за књигу Језик на одмору (енгл. Language on Vacation) из 1965. године, аутора Дмитрија Боргмана, иако је поглавље у ком се реченица налазила изостављено из објављене верзије. Боргман је „рециклирао” одређен део материјала из овог поглавља укључујући реченицу са „бизонима”, у својој књизи из 1967. године под насловом Иза језика: Авантуре у речи и мисли.‍:290 Вилијам Џ. Рапапорт, сада професор на Универзитету у Буфалу а некад дипломац на Универзитету у Индијани, 1972. године створио је верзије са пет и десет понављања речи „бизони”. Касније је користио обе верзије у својим предавањима, а 1992. године их је поставио на главни онлајн извор за лингвисте — LINGUIST List. Реченица са осам узастопних понављања енглеске речи buffalo нашла се у књизи Језички инстинкт (енгл. The Language Instinct) из 1994. године, аутора Стивена Пинкера, и то као пример за реченицу која је „наизглед бесмислена” али граматичка. Пинкер је за „проналазача” ове реченице именовао своју студентицу Ени Сенгас.‍:210
Ни Рапапорт ни Пинкер ни Сенгас у почетку нису знали за раније „кованице” реченице. Пинкер је за Рапапортов ранији пример чуо тек 1994. године, а Рапапорт није био обавештен о постојању Боргманове реченице све до 2006. године. Чак ни Боргманов пример можда није најстарији: рачунарски лингвиста Роберт К. Бервик, који је користио „петобизонску” верзију у својој кљизи из 1987. године,‍:100 тврди да је он реченицу чуо још као дете („пре 1972, да будемо сигурни”) те да је претпостављао да је иста била део уобичајеног карактеристичног говора.
Верзије лингвистичке неуобичајености могу да се направе и користећи друге речи, које би на сличан начин истовремено послужиле као збирне именице, придеви и глаголи, а неке од њих не би чак захтевале ни велико почетно слово (ово се првенствено односи на енглески језик, а пример је енглеска реч police — срп. „полиција”).

### Видео-клипови
- Explanation of the concept на веб-сајту  (језик: енглески)
- Video explanation of this sentence на веб-сајту  (језик: енглески)